# Gitanos catalans de França
Els gitanos catalans de França són els membres del poble gitano residents a França que tenen com a llengua materna el català. Si bé la seva distribució geogràfica s'havia considerat tradicionalment restringida a la Catalunya Nord, el 2016 es va publicar un estudi d'Eugeni Casanova que revelava que aquests col·lectius, que s'anomenen a si mateixos «gitanos catalans», es troben dispersos per tot el territori de França, especialment a Occitània però també al centre del país i fins i tot en llocs tan septentrionals com París i la frontera amb Bèlgica. N'hi ha també algunes comunitats a Còrsega. L'estudi de Casanova va treure a la llum l'existència de grans bosses de catalanoparlants, fins ara ignorades, que l'autor quantifica en desenes de milers de persones.
L'origen de totes aquestes comunitats catalanoparlants és, sobretot, la zona de l'Alt Empordà, des d'on nombroses famílies gitanes haurien anat passant al Rosselló, el Llenguadoc i la Provença de forma continuada des de finals del segle xviii. Alguns dels seus descendents són, per exemple, Manitas de Plata, els Gipsy Kings i Kendji Girac. Hi ha un segon focus d'emigració menys significatiu, localitzat a les terres de Ponent, la Franja i l'Aragó limítrof, des d'on algunes comunitats podrien haver-de dispersat per l'Alta Garona més recentment.

## Història

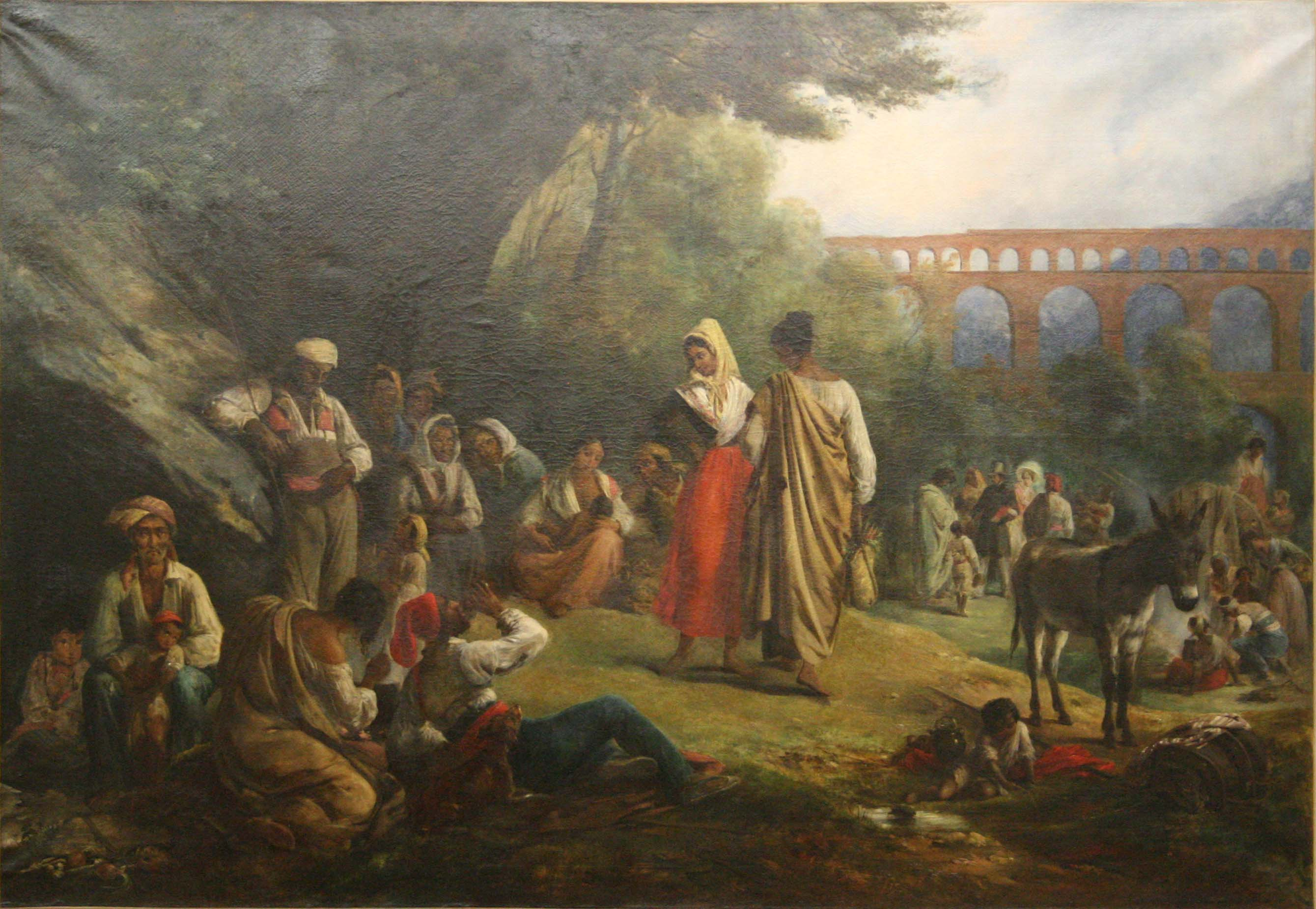
Les bohémiens au Pont du Gard (Colin, 1836), conservat al Museu de Belles Arts de Nimes. Amb tota probabilitat, gitanos catalans (s'hi aprecien dos personatges amb barretina).

Els primers testimonis de presència de gitanos als Països Catalans daten del segle xv. El 1425 apareixen documentats per primer cop en territoris de la Corona d'Aragó i el 1447 a Barcelona. En algunes zones del Principat al sud dels Pirineus, com ara Gràcia, Sants, Figueres, Lleida, Balaguer i Tarragona, els gitanos catalans hi han mantingut una presència continuada durant segles.
A la península Ibèrica, el poble gitano va patir persecució i va estar sotmès a nombroses prohibicions ja des de l'Edat Moderna. A la Corona de Castella es va optar per forçar-los a integrar-se a la població autòctona i abandonar el nomadisme, mentre que a la d'Aragó van predominar les mesures d'expulsió, per bé que no es van executar de forma estricta: el 1595 consta un "Jaume Batista gitano" a Tuïr i el 1623 es documenta un altre gitano, Joan Ximénez, domiciliat a Sant Esteve del Monestir.
El 1716, el Decret de Nova Planta va imposar les lleis castellanes al Principat i va obligar, doncs, els gitanos a viure de forma sedentària. El 1749, les autoritats borbòniques van començar a detenir tots els gitanos del regne per tal de fer complir la llei, cosa que en va provocar una fugida en massa pels Pirineus cap al Rosselló. Arribats al 1783, Carles III signà una pragmàtica que els permetia travessar la frontera amb França, la qual cosa va facilitar que molts gitanos catalans passessin al Rosselló. En aquells moments hi havia necessitat de cavalleries a la zona i els gitanos s'havien dedicat tradicionalment a aquesta mena de comerç, no només com a tractants d'ases i cavalls, sinó també com a tonedors.
A finals del segle xviii s'establiren comunitats fixes a Perpinyà, poc després a Besiers i aviat es van anar escampant per dues grans rutes comercials: la del litoral mediterrani fins a Niça i la que segueix la Garona passant per Tolosa de Llenguadoc, la Dordonya i més enllà. Aquest procés es va produir amb certa rapidesa i el 1833 ja hi ha constància documental de tot un barri de gitanos de Tolosa que parlava català, els habitants del qual eren coneguts com a les catalans. Hi va haver altres onades migratòries procedents d'altres zones del Principat, concretament grups que van passar a França pels ports de la Ribagorça i l'Alt Pirineu procedents de les terres de Ponent i que es van establir inicialment al departament de l'Alta Garona i més endavant als de Tarn i Garona i Òlt i Garona.

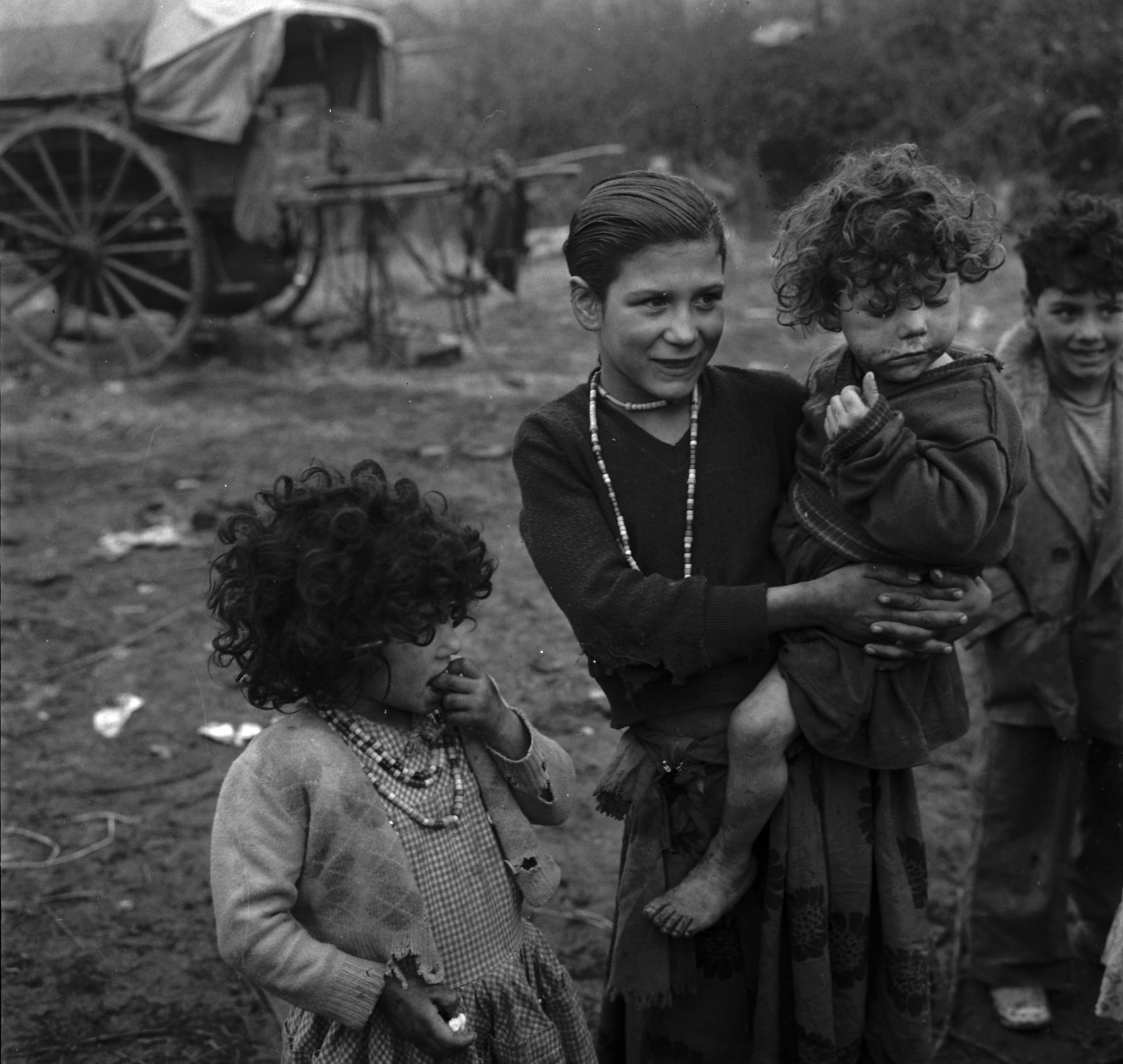
Gitanos a Tolosa, ciutat amb importants assentaments de gitanos catalans, el 1962

Durant quasi tot el segle xix i fins a la segona meitat del segle xx, Perpinyà i el Llenguadoc van continuar rebent una gran afluència de gitanos procedents del Principat, els quals es continuaren escampant per tot el territori francès. De fet, els fluxos de gitanos de banda a banda de la frontera han estat continus des de sempre, amb prohibicions i tot. Històricament, els gitanos de l'Empordà fugien a Perpinyà quan hi havia guerra a Espanya, i quan n'hi havia a França, els de Perpinyà fugien a l'Empordà. A més, com que tradicionalment es dedicaven a vendre bestiar, freqüentaven les fires a ambdós vessants dels Pirineus i sovint s'estaven llargues temporades en diversos indrets. La darrera gran arribada de gitanos del Principat a França va ser durant la Guerra Civil espanyola.
El 2010, la comunitat gitana de la Catalunya Nord es va veure afectada per la política migratòria de Nicolas Sarkozy, que expulsava els gitanos sense papers o que delinquissin reiteradament. Més recentment, el triomf de Kendji Girac al concurs televisiu de TF1 The Voice, la plus belle voix l'any 2014, i especialment la xerrada en català del cantant amb Manuel Valls, retransmesa en directe, va posar d'actualitat el col·lectiu gitano català de França.

### Descoberta
Abans de la publicació de l'estudi de Casanova, l'existència de les nombroses comunitats gitanes de parla catalana més enllà de la Catalunya Nord era pràcticament desconeguda de tothom. Alguns visitants que s'hi topaven per casualitat atribuïen l'anècdota a un origen perpinyanès dels gitanos en qüestió. Artur Bladé i Desumvila, recordant el seu primer exili a Occitània després de la Guerra Civil espanyola, recollia aquest fet: «¿D'on procedeix la colònia gitana de Montpeller? 'De Perpinyà', em va dir una vella a qui vaig fer la pregunta». El mateix li varen dir a Eugeni Casanova mentre preparava el seu llibre Viatge a les entranyes de la llengua, publicat el 2003. Més tard, el filòleg Joan Alegret va recollir l'anècdota del protagonista del film de François Truffaut L'enfant sauvage (1970), un nen gitano anomenat Jean-Pierre Cargol que es comunicava en català amb el director de fotografia, el barceloní Néstor Almendros. Se sabia que Manitas de Plata parlava català, i també els Gipsy Kings, però ningú no hi donava importància i, en general, es justificava l'existència d'aquests catalanoparlants a França dient que eren de Perpinyà.
L'obra d'Eugeni Casanova va capgirar l'estat de la qüestió. Publicada el 2016, es basava en una tesi doctoral que l'autor havia presentat el novembre del 2014 i que havia estat dirigida per Joan Albert Argenter, catedràtic de lingüística general de la UAB i director de la Càtedra UNESCO de Diversitat Lingüística i Cultural de l'IEC.

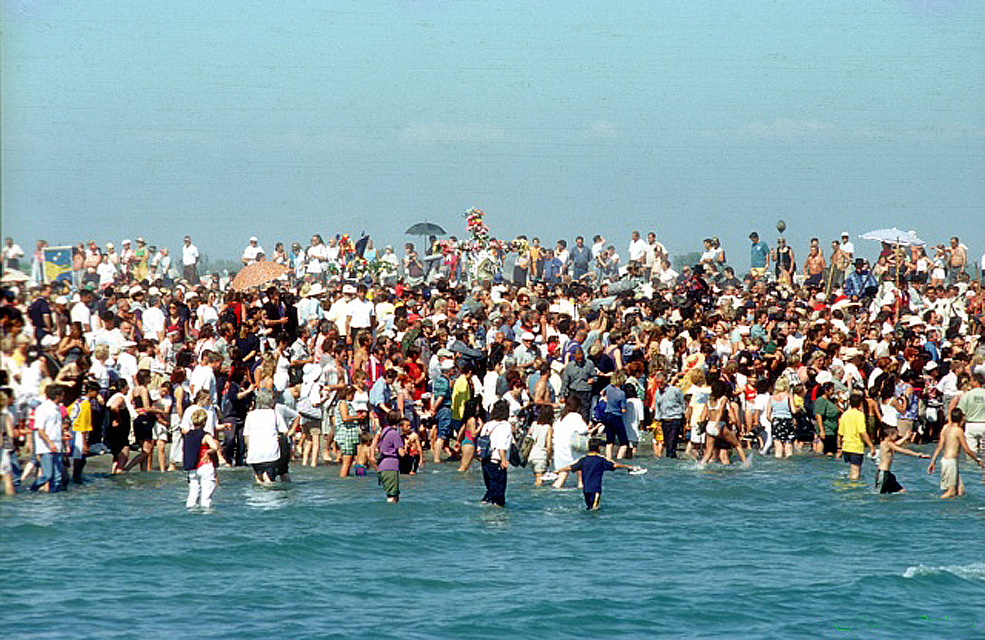
Bany ritual durant el pelegrinatge de les Santes Maries del 2000

Casanova explica que va descobrir l'existència d'aquest extens col·lectiu per casualitat, la segona vegada que assistia al gran pelegrinatge anual dels gitanos de França, celebrat el mes de maig a les Santes Maries de la Mar, a la Camarga. Mentre que el primer any que hi va anar, en trobar-hi molts gitanos que parlaven català es va pensar que eren de Perpinyà, el segon hi va entaular conversa i va constatar que molts d'ells provenien d'indrets tan allunyats del Rosselló com ara París, Montpeller, Arle o Lió. Un jove catalanoparlant que afirmava ser «de Narbona de tota la vida» el va convidar a l'assemblea religiosa que hi dirigia i un cop allà, Casanova va comprovar sorprès que la major part dels dos-cents assistents parlaven en català i molts d'ells tenien parents per tot França («a pertot», com li van dir). Aquesta revelació va fer que l'escriptor decidís d'estudiar el fenomen en profunditat i va donar peu a la seva tesi doctoral.
La publicació de l'estudi d'Eugeni Casanova ha estat comparada, per inesperada, a la descoberta d'una ciutat catalanoparlant ignorada a la llunyana Sardenya, l'Alguer, al segle xix (un fet que va donar a conèixer, especialment, el reusenc Eduard Toda). Gràcies a la troballa de Casanova, la llengua catalana disposa de desenes de milers de parlants més, tots ells fora del seu àmbit lingüístic natural. El 2015, el lleidatà fou guardonat amb el Premi Jaume Camp de Sociolingüística, convocat per Òmnium del Vallès Oriental conjuntament amb l'IEC.

## Distribució

### A la Catalunya Nord

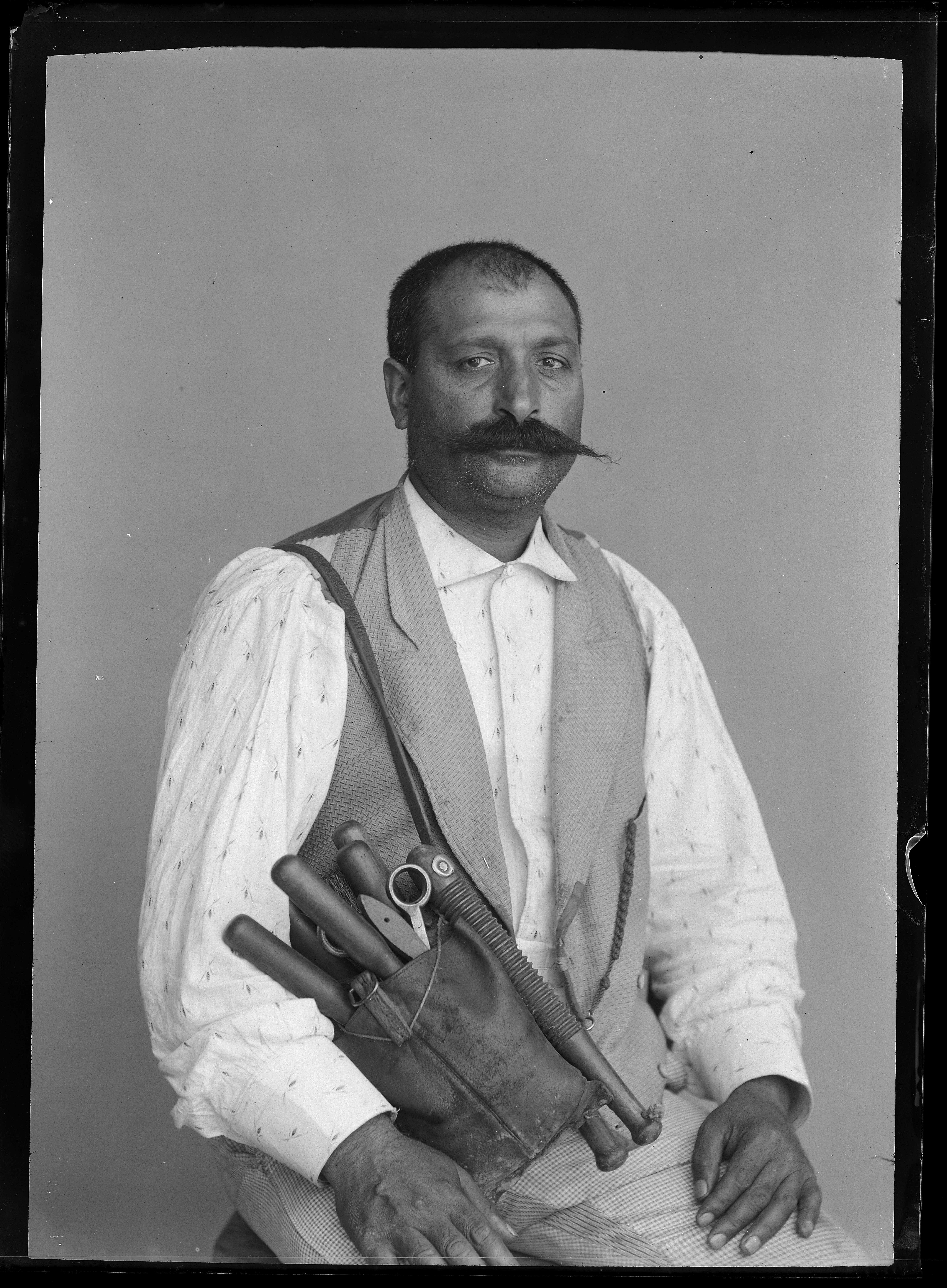
Pere Espinasse, gitano català de Sant Cebrià de Rosselló, fotografiat el 1895 amb les seves eines de tonedor

A Perpinyà, el Barri de Sant Jaume ha estat tradicionalment la zona amb més presència de gitanos catalans. Mentre que a començaments del segle xix era encara un barri popular habitat per perpinyanesos de tota la vida (hi consta documentada una sola família gitana, vinguda del sud), les successives onades migratòries provinents de l'Empordà en van canviar totalment la fesomia. Si inicialment els gitanos de Perpinyà vivien fora del nucli urbà, en campaments ambulants vora la Tet, a tocar del Castellet i altres zones, a mesura que anaven adoptant modes de vida més sedentaris al llarg del segle xix van començar a instal·lar-se dins els murs de la ciutat i van fer-ho sobretot a Sant Jaume, on hi havia molts habitatges disponibles a l'època.
Actualment, Perpinyà és la ciutat europea amb més gitanos, n'hi ha mes de 10.000 en paraules dels propis habitants. El lingüista Jean-Paul Escudero, gran coneixedor de la societat gitana de Perpinyà, considera que no es pot saber exactament quants n'hi ha al barri de Sant Jaume en concret, tot i que se n'han publicat estimacions que van des dels 600 fins als 16.000. De fet, al barri pràcticament només s'hi sent català i àrab. Hi ha altres zones amb població important de gitanos catalans a Perpinyà i rodalia, com ara el barri de Sant Mateu, al Vernet i la Cité du Nouveau Logis, una antiga barriada de barraques.

### A tot França
Fora de la Catalunya Nord, els gitanos catalans es troben especialment per tot el territori d'Occitània, entre Bordeus i Niça, del Massís Central de França a Perpinyà. A Carcassona, Besiers, Montpeller, Niça, Bordeus i Tolosa, per exemple, hi ha més de dos mil catalanoparlants a cada ciutat (només a Montpeller, n'hi ha entre 4.000 i 5.000) i a Arle, Perigús o Lió n'hi ha més de mil. En paraules d'Eugeni Casanova, «hi ha més catalanoparlants a Montpeller que no pas a Alacant». Malgrat que tots es reconeixen com a gitanos catalans, n'hi ha molts que no tenen la consciència que allò que parlen sigui català, sinó que en diuen "parlar gitano".

### Famílies
Per raó de l'endogàmia característica dels grups gitanos, els cognoms catalans originaris dels primers emigrants procedents del Principat s'han mantingut fins a l'actualitat. Els més habituals són Batista, Patrac, Ferrer, Pubill, Cargol o Malla. Hi ha també molts Espinàs, Serviole i Reyes.
Sovint, les famílies gitanes catalanes fan servir sobrenoms per a anomenar els fills (són famílies nombroses, amb un mínim de tres fills). Aquests sobrenoms poden ser "reals", noms de fonts gitanos com ara Patchaï o José, o qualificatius en llengua catalana o francesa lligats a un tret físic del nounat, com ara "Guapu" (escrit wapou en francès) i mots afectius del tipus "Rei", "Paio" (escrit payou) o "Cucu" (coucou). Aquests sobrenoms es coneixen entre el col·lectiu com a "nom gitano" i són els que es fan servir a la vida quotidiana.

### Quantificació
És difícil quantificar, ni que sigui de forma aproximada, la quantitat de gitanos catalans que hi ha a França, ja que les lleis de la República Francesa prohibeixen fer recomptes estadístics per raons d'ètnia. Malgrat tot, Eugeni Casanova n'ha fet un de manual, visitant les comunitats in situ, que estableix una quantitat total de desenes de milers de catalanoparlants. L'autor ha fet constar que és difícil establir-ne un cens per municipi, entre altres raons per la freqüent mobilitat del col·lectiu (cal no oblidar que el poble gitano, fins a mitjan segle xx, era fonamentalment nòmada). Tot amb tot, l'estudi de Casanova aporta les següents xifres aproximatives (les quantitats són estimacions a la baixa i poden estar força per sota de les reals):
| Localitat                   | Departament      | Parlants |
| --------------------------- | ---------------- | -------- |
| Besiers                     | Erau             | 2.000    |
| Bordeus                     | Gironda          | 2.000    |
| Carcassona                  | Aude             | 2.000    |
| Montpeller                  | Erau             | 2.000    |
| Niça                        | Alps Marítims    | 2.000    |
| Perpinyà                    | Rosselló         | 2.000    |
| Tolosa de Llenguadoc        | Alta Garona      | 2.000    |
|                             |                  |          |
| Arle                        | Boques del Roine | 1.000    |
| Canha de Mar                | Alps Marítims    | 1.000    |
| Lió                         | Metròpoli de Lió | 1.000    |
| Perigús                     | Dordonya         | 1.000    |
|                             |                  |          |
| Agde                        | Erau             | 500      |
| Avinyó                      | Valclusa         | 500      |
| Millars                     | Rosselló         | 500      |
| Montalban                   | Tarn i Garona    | 500      |
| Narbona                     | Aude             | 500      |
| Nimes                       | Gard             | 500      |
|                             |                  |          |
| Alès                        | Gard             | 300      |
| Angulema                    | Charente         | 300      |
| Les Églisottes-et-Chalaures | Gironda          | 300      |
| Lesinhan de las Corbièras   | Aude             | 300      |
| Liborna                     | Gironda          | 300      |
| Marsella                    | Boques del Roine | 300      |
| Rabairac                    | Dordonya         | 300      |
| Sent Gaudenç                | Alta Garona      | 300      |
| Tarascó                     | Boques del Roine | 300      |
| Vilanuèva d'Òlt             | Òlt i Garona     | 300      |
|                             |                  |          |
| Total:                      | Total:           | 24.000   |

1. ↑  S'hi indica el departament francès, tret de les localitats de la Catalunya Nord, on s'hi indica la comarca.
2. ↑  Nombre mínim estimat de parlants de català a la localitat (sovint en són molts més). Només s'hi inclouen els municipis on aquesta estimació supera els 300 parlants.

## Cultura

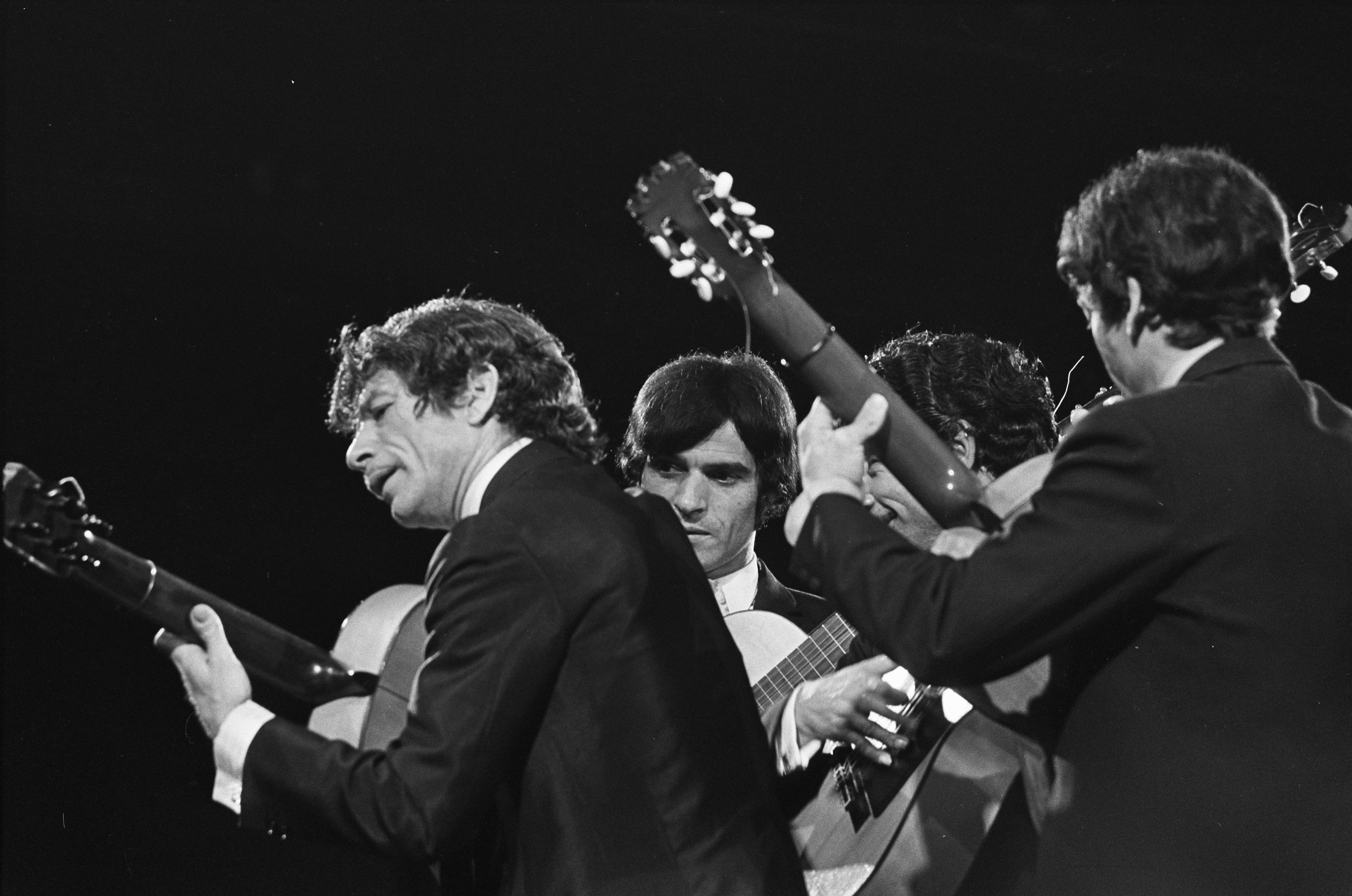
Manitas de Plata i altres gitanos catalans a Amsterdam el 1968

Des del vessant cultural, els gitanos catalans són ben diferents dels dos altres grups principals de romanís de França, els roms i manouches (vegeu secció Altres grups gitanos a França) i tenen també característiques que difereixen dels altres gitanos ibèrics. Entre els costums que mantenen vius des de l'època del nomadisme hi ha elements tan característics de la cultura gitana com el profund sentiment de comunitat, el ritual del mocador per als casaments o el respecte profund cap als morts, al costat de molts trets culturals propis de la cultura catalana general. Entre aquests darrers hi ha les cançons tradicionals (com ara Baixant de la Font del Gat) o les tradicions nadalenques: mantenen viu el costum de les estrenes per als nens i al dinar familiar no hi falta la clàssica escudella. Celebren la festa de Nadal profusament, amb grans sopars acompanyats de música i balls la nit abans i un bon dinar l'endemà. Els gitanos de Perpinyà i altres indrets han mantingut durant segles el costum d'encendre fogueres la nit de Sant Joan.
Hi ha nombroses diferències culturals entre els gitanos residents a França que parlen català i aquells que parlen castellà, procedents d'Andalusia i altres zones. Una d'elles és que els primers acostumen a ser seguidors del Barça i els segons, del Real Madrid. També celebren els seus famosos casaments de maneres diferents. Els catalans, per exemple, a diferència dels espanyols, no s'estripen la camisa, entre altres coses perquè, com va dir un informant a Casanova, «costen cares, les camises».

### Música
Ja des de començaments del segle xix, els gitanos catalans va adoptar com a estil de música dominant, tant al Rosselló com a la Catalunya del sud, el flamenc, influïts per les comunitats gitanes andaluses amb què comparteixen espai. Cal dir que els catalans de França li'n diuen "flamenc", mai flamenco, i que tot i cantar en castellà, la majoria no entenen aquesta llengua més enllà dels mots de les lletres de les cançons. De vegades, improvisen i canten amb lletres inventades que sonen a castellà perquè n'hi inclouen algunes paraules.
Els gitanos catalans de França mantenen vincles amb els de Gràcia, Sants i el barri del Portal de Barcelona. Alguns músics catalans gitanos de Gràcia anaven a tocar sovint als casaments gitanos de França. Hi ha gitanos francesos que han passat per Barcelona i que coneixen els gitanos del Portal, al barri de Sant Antoni. Tot això ha fet que la rumba catalana sigui actualment l'estil de música per excel·lència dels gitanos catalans francesos, uns dels exponents principals del qual són els Gipsy Kings. Tots ells senten un gran respecte per Peret, a qui consideren el seu mestre, i molts diuen estar-hi emparentats, entre ells els germans Reyes dels Gipsy Kings.
Fins no fa gaire, als nens els solien cantar cançons típiques catalanes com ara el Patim, Patam, Patum d'en Patufet, En Joan Petit, El gall i la gallina, El senyor Ramon, El ball de la civada i moltes altres. Alguns informants van explicar a Casanova que aquest costum s'estava perdent darrerament.

### Societat

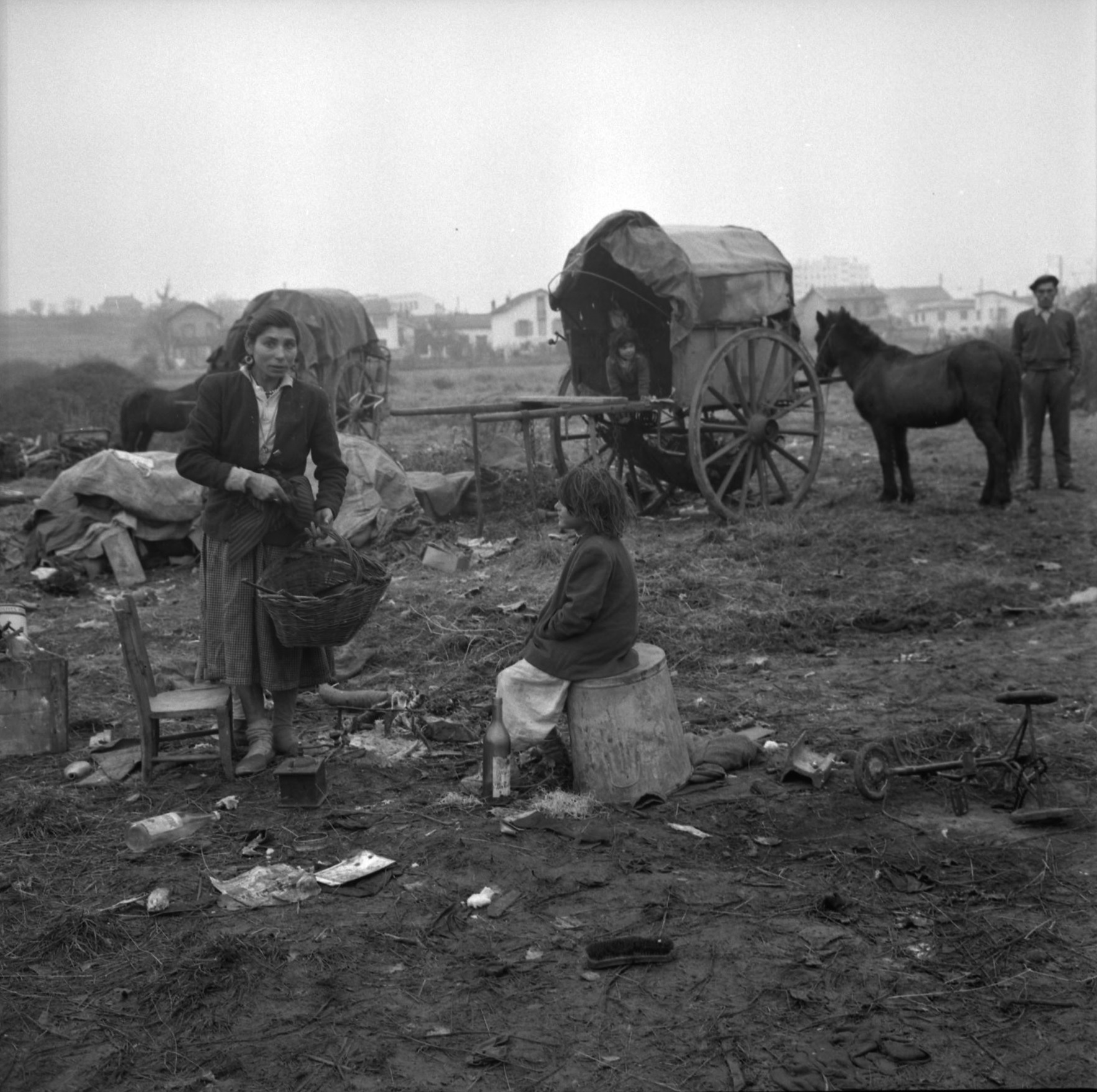
Una família gitana en un campament de Tolosa el 1962

Tradicionalment, els gitanos catalans havien treballat amb animals: eren tractants de bestiar i xolladors, unes feines que actualment són residuals. Ara hi ha els que treballen al comerç ambulant i també els que es dediquen a l'agricultura, seguint la temporada de la cirera, del raïm i altres collites. N'hi ha molts, però, que viuen de l'ajuda social, una cosa que als més grans no els agrada, ja que presumeixen del fet que els gitanos sempre havien treballat dur. D'altres tenen feines fixes, estables, "treballs de paio" que en diuen ells, però en són una minoria perquè els gitanos, en general, volen tenir llibertat per a gestionar el seu temps i els nombrosos desplaçaments que fan arreu del país per a veure els parents, les tombes dels difunts, etc.
La societat gitana és tradicionalment supersticiosa i la catalana, en concret, conserva encara algunes creences compartides amb els catalans "paios", com ara pensar que una dona que estigui menstruant no ha de fer allioli perquè se li tallarà.
Pel que fa a la indumentària, antigament els gitanos catalans anaven abillats a la manera tradicional catalana. Francesc Jaubert de Paçà els va descriure el 1827 i, segons explica, anaven vestits com els paios: els homes duien jaqueta i armilla, faixa vermella i pantalons de drap amples, espardenyes i barretina (n'han quedat diverses mostres en obres pictòriques i il·lustracions d'època representant gitanos arreu de França); les dones joves duien cotilles negres cenyides i faldilles vermelles, amb un gran mocador blanc a l'espatlla i un altre al cap, lligat sota la barbeta. Les dones de més edat duien roba més baldera i senzilla. Aquesta habitud es va mantenir fins a la dècada del 1920, quan els gitanos es van "europeïtzar" i van adoptar una manera de vestir estàndard. Els homes van abandonar la barretina i les dones, els grans mocadors.

### Pelegrinatge

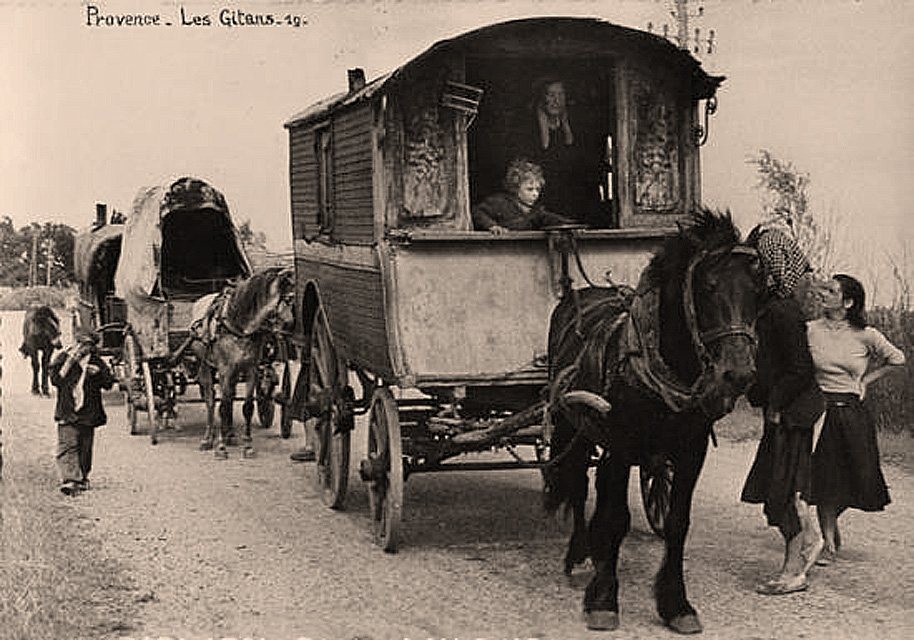
Carros de gitanos camí de les Santes Maries de la Mar el 1927

Una de les principals manifestacions culturals dels gitanos catalans de França és la famosa trobada gitana de la Camarga, les Santes Maries de la Mar. Eugeni Casanova va revelar a la seva obra que els qui l'han organitzada sempre, des dels inicis d'aquesta tradició cap a la dècada del 1950, són els gitanos catalans, entre altres motius perquè eren pràcticament els únics gitanos que hi havia a la zona en aquella època.
Frederic Mistral ja va explicar a mitjan segle xix que els bóumiano (els bohemis, en provençal) eren coneguts a Provença com "els catalans" i acudien en gran nombre a la processó en honor de les Santes, que en aquella època era encara un aplec principalment de "paios", dels provençals autòctons de la zona. Mistral va observar que els gitanos encenien els ciris més grossos i només ho feien en honor de Sara la Negra, la santa dels gitanos. Durant l'aplec, els gitanos escollien la "Reina gitana" entre totes les dones del seu col·lectiu, un costum que s'ha mantingut fins a l'actualitat.
El 1935, el marquès Folco de Baroncelli-Javon va instaurar la processó dels gitanos per tal que aquests poguessin honorar la seva santa, Sara, en solitari, ja que fins aleshores la processó duia només les imatges de les Tres Maries, les santes venerades a l'església del poble. Des d'aquell moment, la família Baptiste va ser l'encarregada de dirigir l'esdeveniment i de portar la imatge de la santa, cosa que continua fent actualment. Aviat, la processó gitana va anar prenent protagonisme a l'inicial aplec i processó provençals en honor de les Tres Maries i va acabar esdevenint, sota l'impuls dels Baptiste, un gran esdeveniment gitano on conflueixen membres d'aquesta ètnia procedents de tot França, ja siguin manouches, roms o gitanos de procedència ibèrica. Amb els anys, el protagonisme dels catalans va caure en l'oblit a causa de la invisibilització que pateixen els col·lectius gitanos catalans a França, però entre aquests, tots saben que els pioners, els qui van muntar els primers pelegrinatges gitanos a les Santes Maries, van ser els membres de la família Baptiste.

La processó gitana de les Santes Maries de la Mar
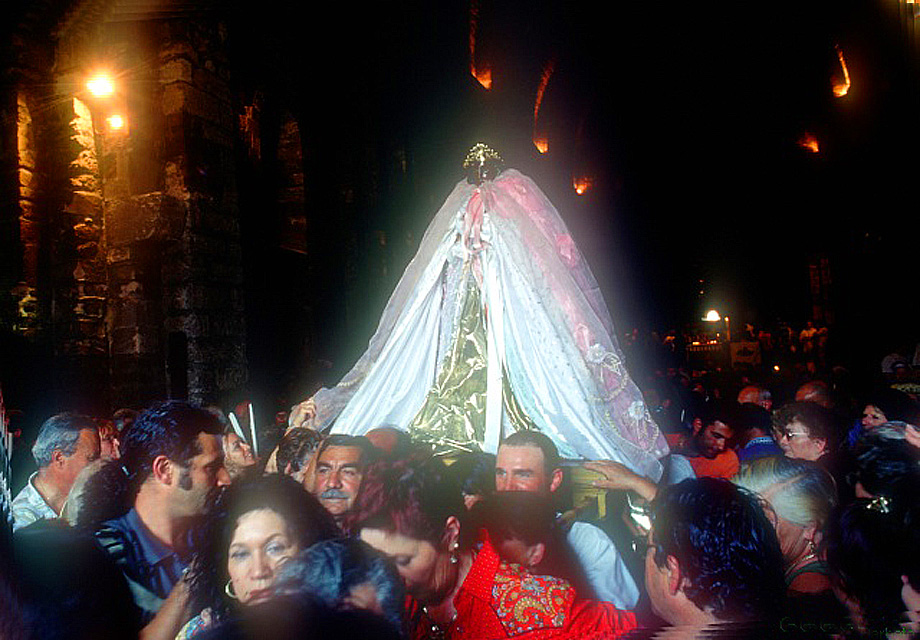
Sortida de Sara la Negra (2000)
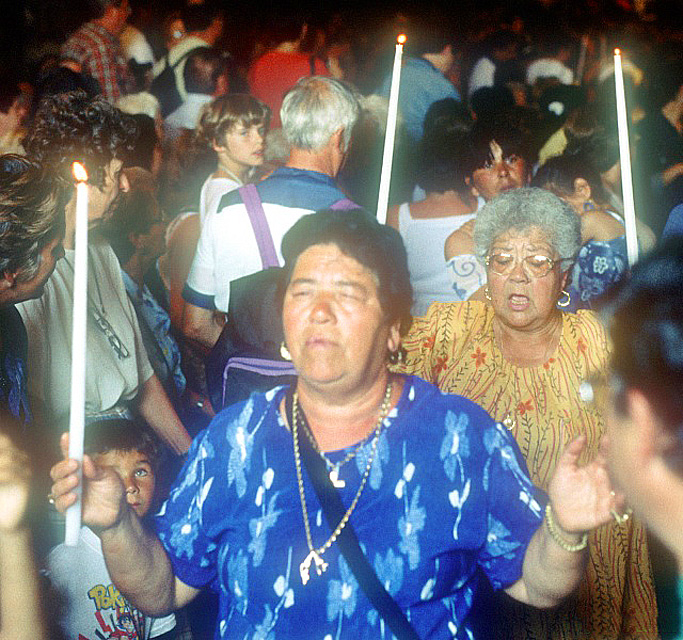
Processó nocturna (2000)
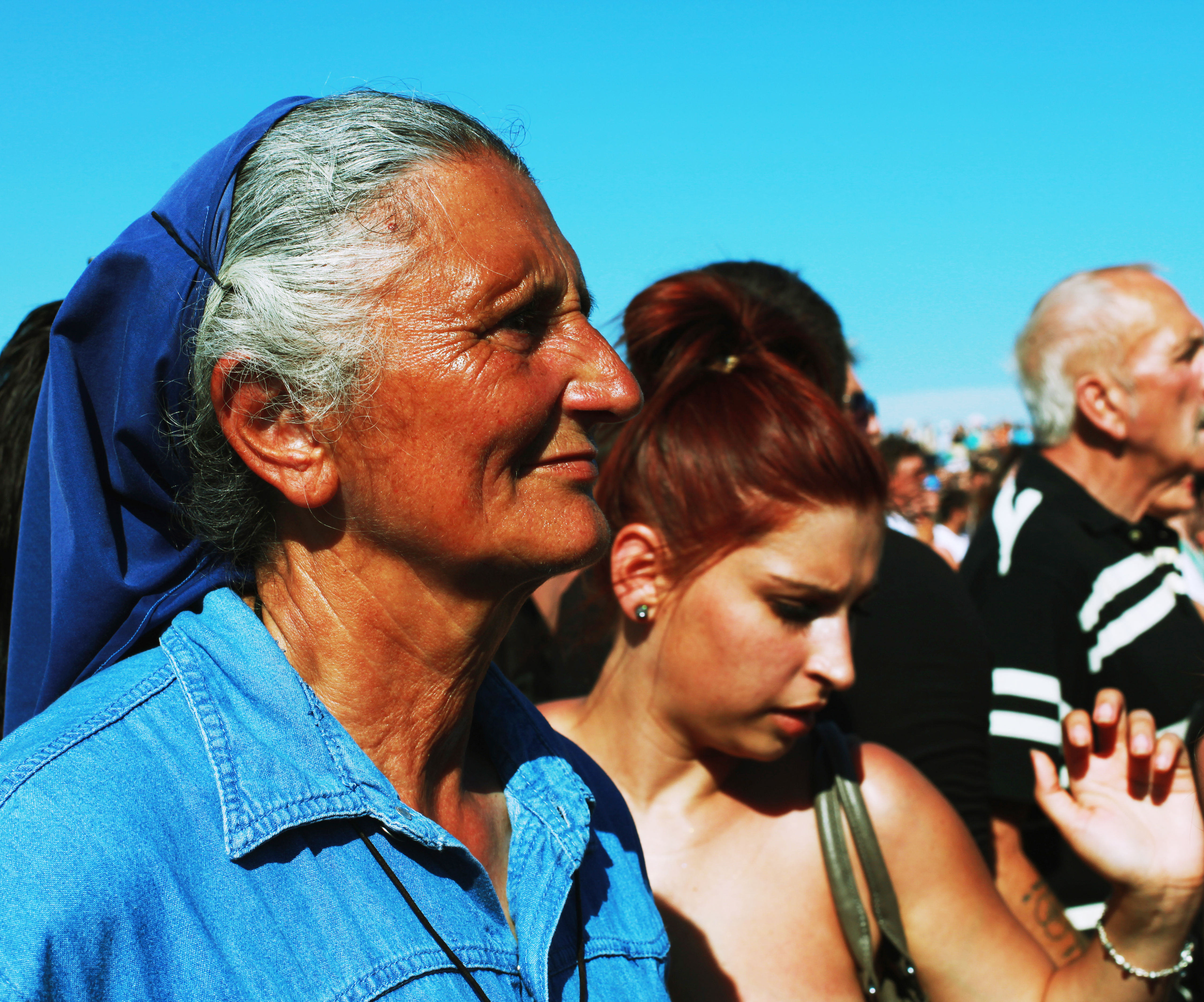
Mare i filla gitanes (2011)
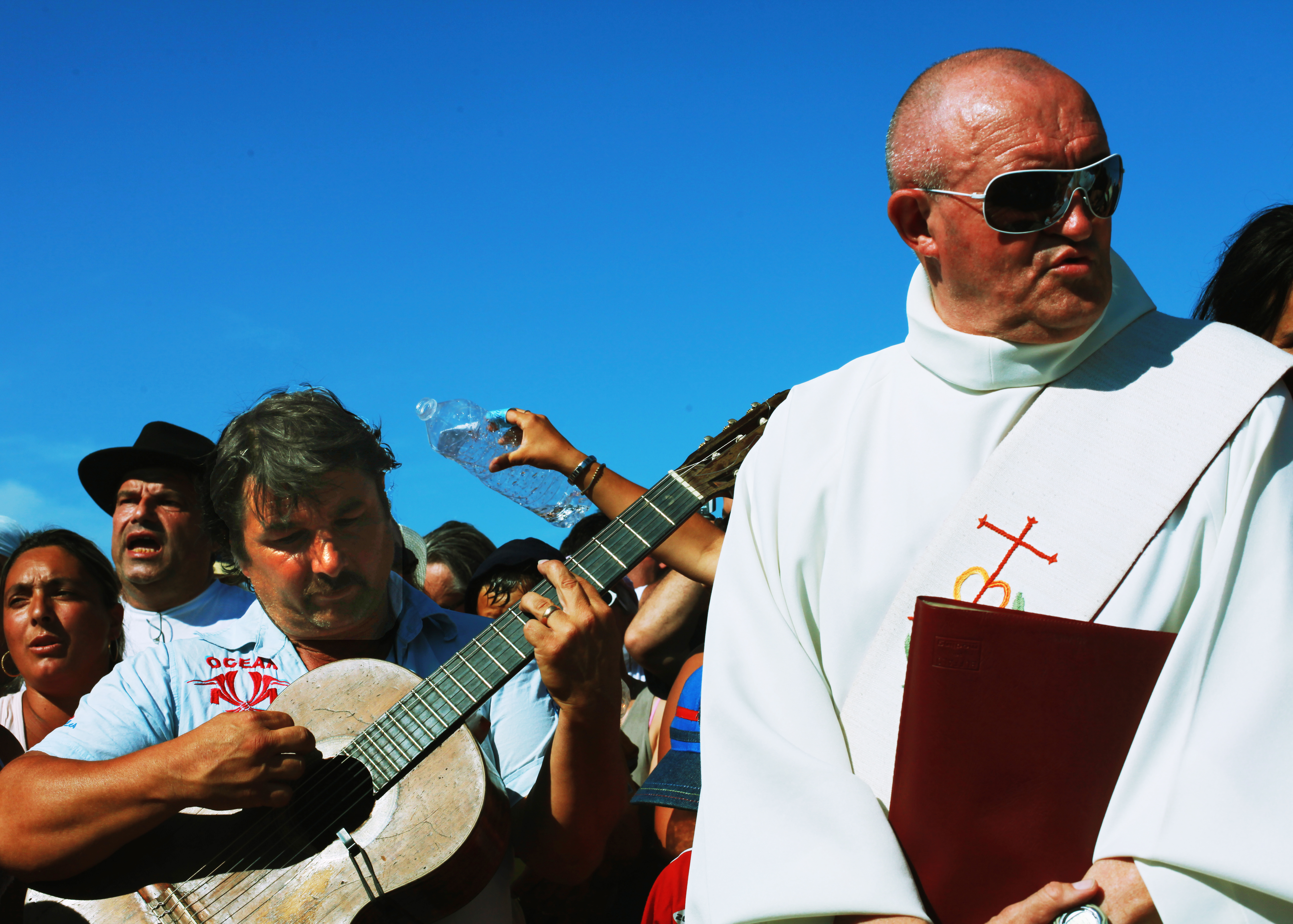
Capellà acompanyant els gitanos (2011)
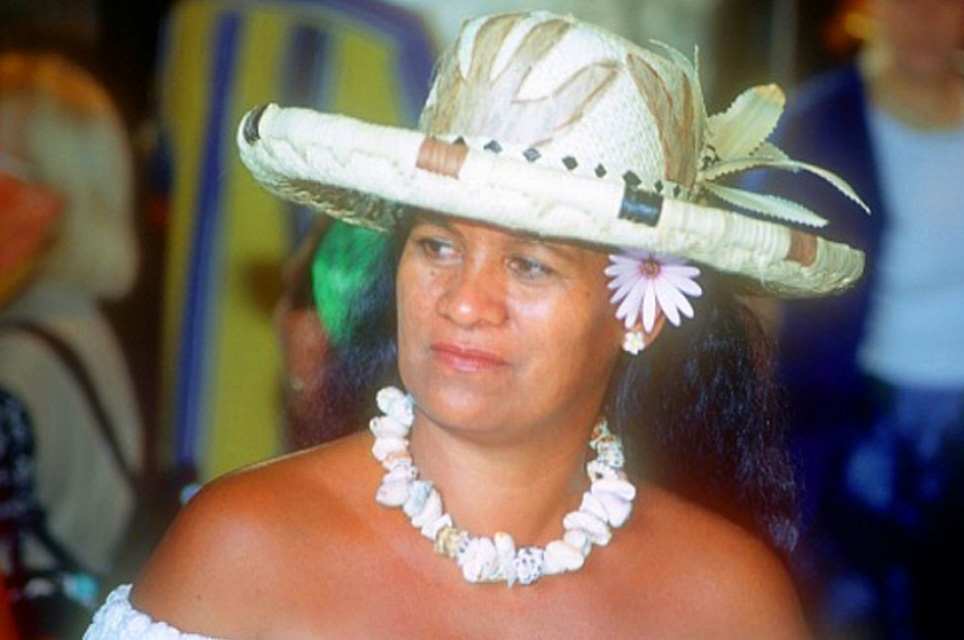
La "reina dels gitanos" del 2000

## Llengua
La major part dels gitanos catalans de França parlen una barreja de català central i de rossellonès. Jean-Paul Escudero ha conviscut amb els gitanos de Perpinyà durant anys i n'ha estudiat profusament la llengua. Segons ell, a grans trets, tant la morfologia com bona part de lèxic del seu català són propis del català central, cosa que el diferencia clarament del dels perpinyanesos "paios". Els gitanos fan servir mots centrals com ara 'ampolla' i 'terra' en comptes dels usuals 'botella' i 'sòl' del septentrional. El seu accent recorda molt al dels parlants de Girona, per exemple. El lèxic gitano es complementa amb nombrosos particularismes compartits amb el rossellonès i elements propis del caló.
A la Catalunya Nord, els gitanos són els darrers col·lectius que parlen català de forma habitual i majoritària. En gran manera es pot dir que són ells els qui mantenen la llengua al territori. Tot i que als seus barris, especialment al de Sant Jaume, la llengua hegemònica és el català, els gitanos fan servir també el francès, que anomenen "paio", quan en surten o han de comunicar-se amb les autoritats o l'administració.
Eugeni Casanova va comprovar al llarg del seu estudi que la major part dels gitanos catalans escampats per França parlen, a grans trets, com els de la ciutat catalana. El fan servir gairebé tots els gitanos catalans de França, però com més al nord del país, més es francesitza. Hi ha un altre col·lectiu més reduït, establert sobretot a Sent Gaudenç, Montalban i Vilanuèva d'Òlt, que parla català nord-occidental amb aportacions aragoneses i amb trets també del caló. Aquests són originaris de les terres de Ponent i de la conca del Cinca.

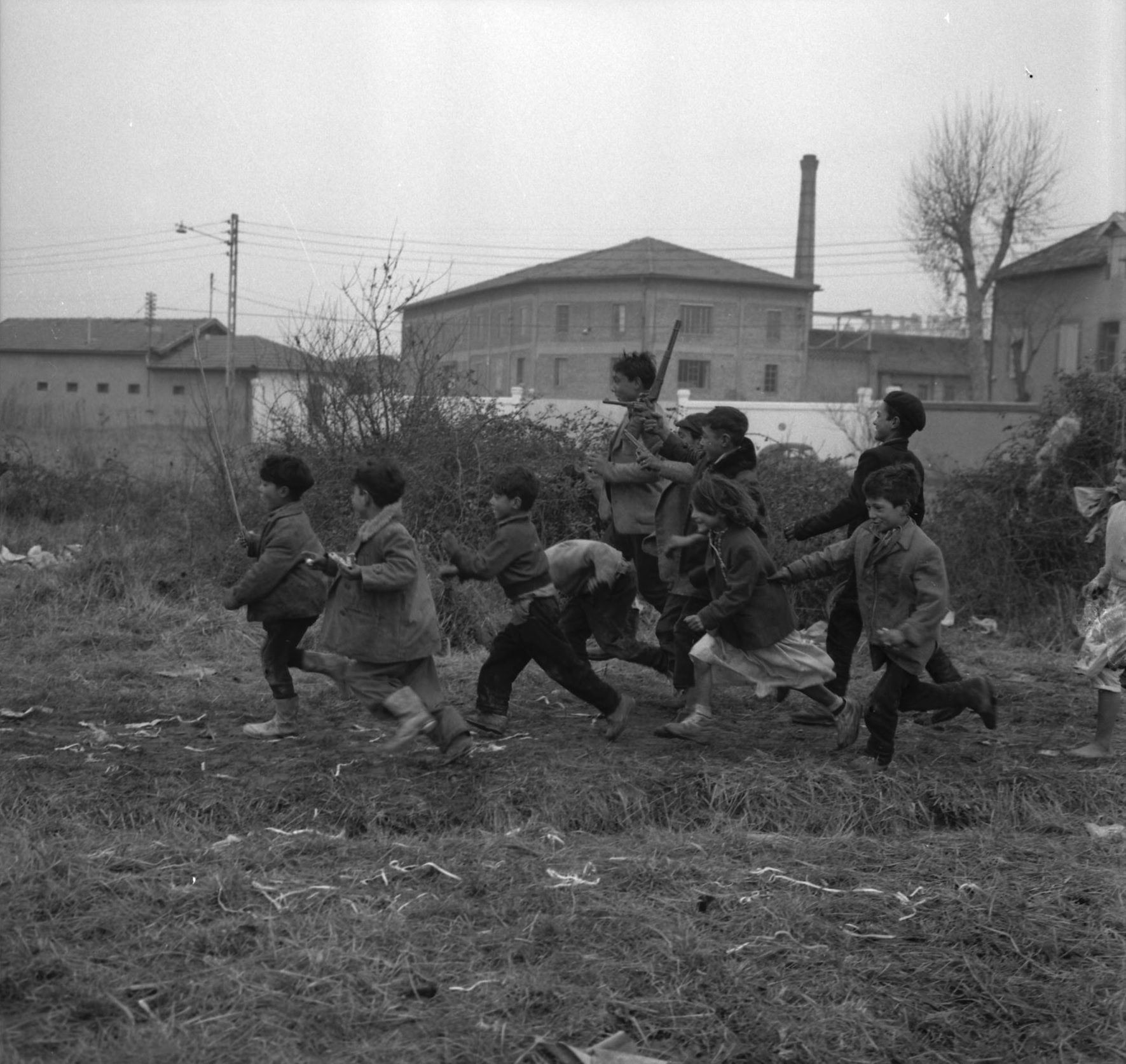
Nens gitanos jugant a Tolosa de Llenguadoc el 1962

És habitual que els gitanos que parlen la variant oriental, la majoritària, es refereixin a la llengua que empren com a «parlar gitano», i sovint se sorprenen quan senten catalans no gitanos -paios, segons la seva cultura- parlant català per França. En canvi, els parlants de la variant occidental anomenen la seva llengua simplement «català», probablement perquè van arribar a la zona en temps més recents.
La transmissió intergeneracional s'ha mantingut immutable fins a l'actualitat, tot i que Casanova ha detectat algunes comunitats escampades per tot França on aquest fet comença a trontollar. En alguns enclavaments, els fills ja són només catalanoparlants passius en haver estat pujats en francès pels seus pares.

### Variant nord-occidental
Els parlants de la variant nord-occidental fan servir mots aragonesos com ara luenga 'llengua', sobrino 'nebot', palabra 'paraula', silla 'cadira', uns mots que també són castellans però que molts pobles de la Franja de Ponent han incorporat al seu vocabulari i tenen com a propis des de fa molt.
Mentre que els parlants de la variant oriental fan el present i l'imperfet d'indicatiu en "i", com el rossellonès i el llenguadocià ('jo parli', 'jo beui', 'jo podi', 'jo parlavi'), els de l'occidental els fan de la manera estàndard als seus territoris d'origen: 'jo parlo, jo parlava'. Alguns d'aquests darrers, però, han adaptat trets de la variant oriental a causa del contacte amb parlants d'aquesta. Així, per exemple, la conjugació dels seus imperfets d'indicatiu per a la primera persona del singular és en -ivi ("llegivi", "perdivi"), una adaptació del sistema del pallarès, que fa -eva o -iva ("voleva", "voliva"), al del septentrional, que fa -avi o -iï ("cantavi", "perdiï").

### Morfologia
Una de les característiques més cridaneres del parlar gitano oriental és el manteniment de la "o" tònica enfront del canvi a "u", universal en rossellonès. Així, els gitanos diuen 'cançó', 'llop', 'mosca' i 'són' i no pas cançú, llup, musca i sun. Considerant que aquest canvi en rossellonès, procedent de l'occità, ja s'havia escampat al Vallespir al segle xvi, l'explicació evident és que aquests parlants van venir del sud en temps recents, quan el canvi ja s'havia generalitzat i, per tant, no els ha afectat.
El parlar dels gitanos presenta alhora un seguit de característiques privatives, entre elles l'ús de l'article "la" per al masculí i la conjugació del verb ser, en què la segona persona del singular del present d'indicatiu és "sas" i no "ets": sas fals 'ets fals'. Aquest tret podria venir del llenguadocià, que fa sias, o del caló andalús que fa el mateix (en comptes d'eres diuen sias), Hi ha un proverbi molt corrent entre els gitanos arreu de França que diu «Si me diues amb qui te fas, te diré qui sas».
Tota la resta, pràcticament, és si fa no fa com en rossellonès: molts participis tenen la forma -it, com ara "coneixit", "naixit" i "creixit", la negació s'expressa amb el grau 'pas' tal com fa l'occità («ton pare menja pas»), s'empren les formes plenes dels pronoms febles "me, te, se, nos, vos, se", etc. Un tret característic dels gitanos de Perpinyà és que parlen de vostè i no de vós, com fa el rossellonès. De fet, ells diuen que el tractament de vós, i altres variants divergents, són cosa de paios.

### Lèxic
El lèxic del català dels gitanos de França presenta, com s'ha dit, nombroses diferències amb el del rossellonès per raó del seu origen central: 'nen' i no nin, 'noi' i no pallago, 'gos' i no ca. S'hi observen també alguns occitanismes que són inexistents en rossellonès, entre ells querre 'cercar', novel 'novell', regent 'xop'. Hi ha també algun mot específic que només s'ha trobat al seu parlar, com ara mamec per 'moltó'. Els gitanos fan servir sempre el terme jaios per a referir-se als grans, mai 'avis' o 'padrins' com fan el català central i el septentrional.
Pel que fa als gal·licismes, els gitanos de França en fan servir, lògicament, un gran nombre, alguns de compartits amb el rossellonès i altres de propis: llapí 'conill', pompiers 'bombers', meubles 'mobles', patanes 'patates', gateu 'coca', etc.

### Préstecs del caló
Actualment no queden parlants nadius de caló entre el col·lectiu de gitanos catalans a França. La darrera parlant de Perpinyà, ja morta, havia nascut el 1901. Malgrat tot, aquesta llengua manté un gran prestigi entre el col·lectiu i arreu de França tots en saben un mot o altre, i n'hi ha que hi poden mantenir petites converses o emprar-ne quatre frases fetes. Algunes han quedat fossilitzades i són comuns entre el col·lectiu: «Diquel que vinyela acai» 'Guaita que ve el paio'. «Un manró de pa» és un rosegó, un bocí de pa, i alhora un pleonasme, ja que manró és justament 'pa' en caló.
El català dels gitanos de França ha adoptat nombrosos manlleus del caló: bul 'cul', carricló 'boig', marcura (o jucalí) 'gat', juquel 'gos', xorar 'pispar', rom/romí 'home'/dona', xavó/xaví 'nen/nena'. Hi ha mots molt presents a la vida quotidiana causa de la seva cultura: diclo 'mocador', laig 'vergonya', o les múltiples maneres d'anomenar els paios: gatxó, xuvurró i altres.
Alguns verbs o conjugacions calós presents al parlar gitano són marà 'matar' o sim, una manera alternativa de dir 'ets'. La negació curta gitana és nasti, que pot suplantar al 'no' en determinats contexts.

## Membres coneguts

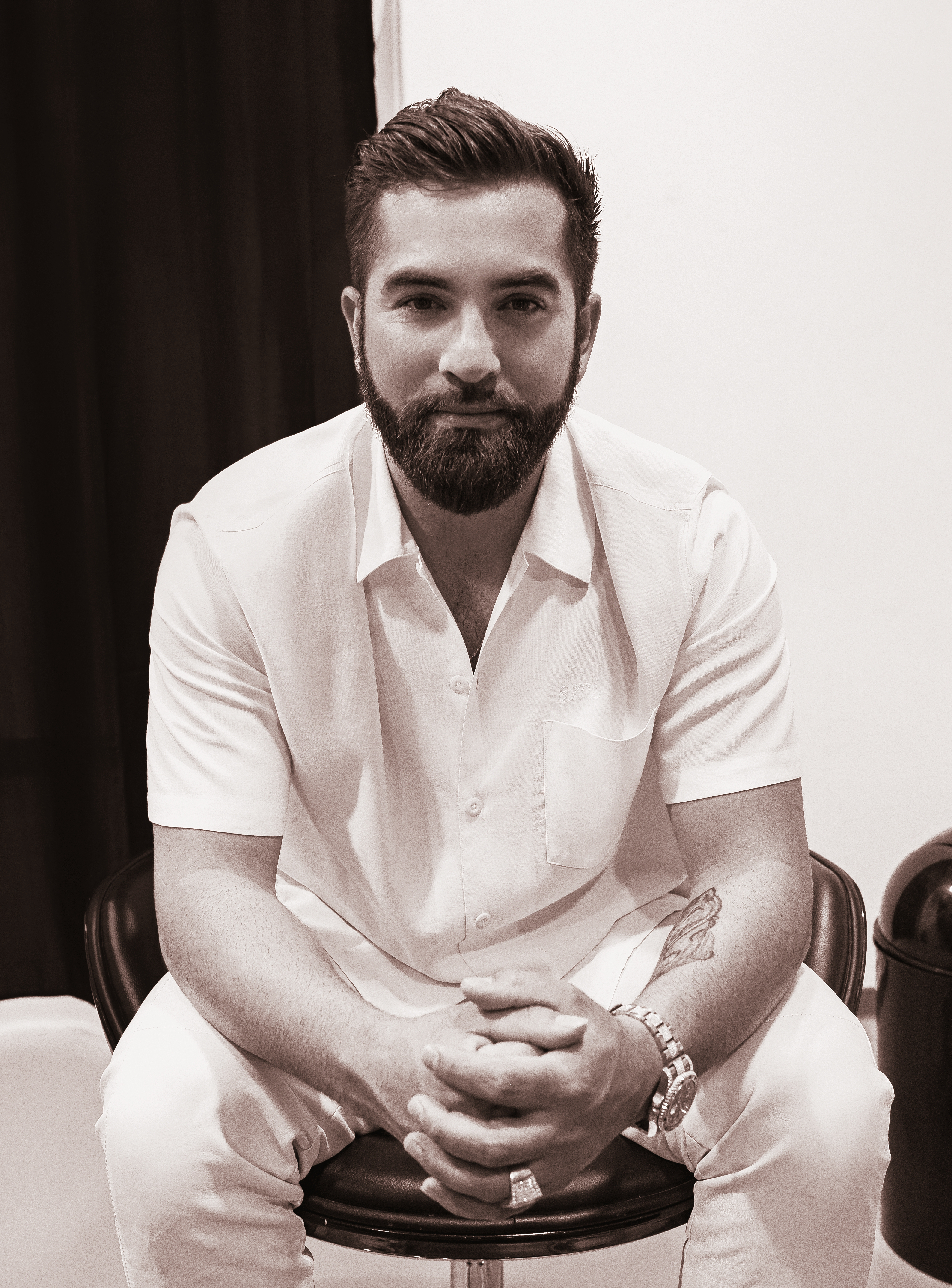
Kendji Girac el 2022

- Manitas de Plata, nom artístic del guitarrista i cantant Ricardo Baliardo (Seta, 1921 - Montpeller, 2014).
- Hyppolyte Baliardo, germà de Manitas de Plata i membre del grup musical Los Baliardos.
- José Manero Baliardo, fill de Manitas de Plata i membre de Los Baliardos.
- José Reyes (Niça 1928 - 1979), cosí de Manitas de Plata, membre de Los Baliardos i pare dels fundadors dels Gipsy Kings.
- Els Gipsy Kings, grup musical format per la família Reyes d'Arle (José, Andre, Canut, Nicolas, Patchaï i Paul) i els Baliardo de Montpeller (Diego, Paco i Tonino).
- Kendji Girac, nom artístic del cantant Kendji Maillé, nascut a Perigús el 1996.
- Tekameli, grup musical creat pels germans Moisès i Salomó Espinàs a començaments de la dècada del 1990 al barri de Sant Jaume de Perpinyà. Jeanot Soler era un altre dels membres catalans del grup.
- Chico and the Gypsies, grup musical de la Camarga format per membres de les famílies Reyes, Baliardo, Farré, Vila, Bourguet i altres.
- Jean-Pierre Cargol, Rei de nom gitano, el protagonista infantil de la pel·lícula de François Truffaut L'enfant sauvage (1970) i membre de Chico and the Gypsies.[nota 2]
- La banda dels lionesos (Gang des Lyonnais), una coneguda banda d'atracadors de Lió que tingué activitat entre el 1967 i el 1977. Estava formada per la família catalana Vidal, amb Edmond Vidal ("Monmon") al comandament i Joseph Vidal entre altres membres. La pel·lícula Les Lyonnais (2011) en narra la història.
- Michel Soules, alcalde de Berriac, a tocar de Carcassona, on 350 dels 1.000 veïns del poble són gitanos catalans. Malgrat els nombrosos assentaments de gitanos catalans arreu del territori francès, Soules és l'únic membre d'aquest col·lectiu que ha fet carrera política i ha arribat a alcalde.[25]

Alguns membres dels Gipsy Kings
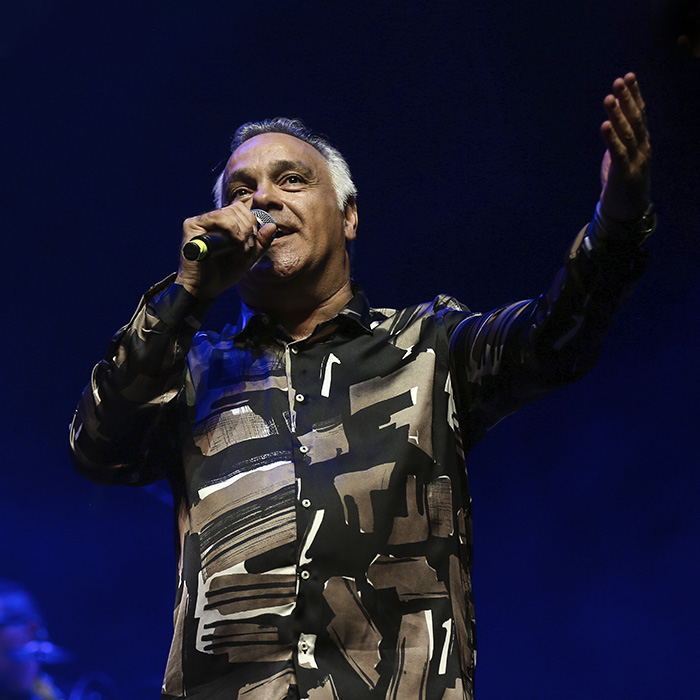
Andre Reyes
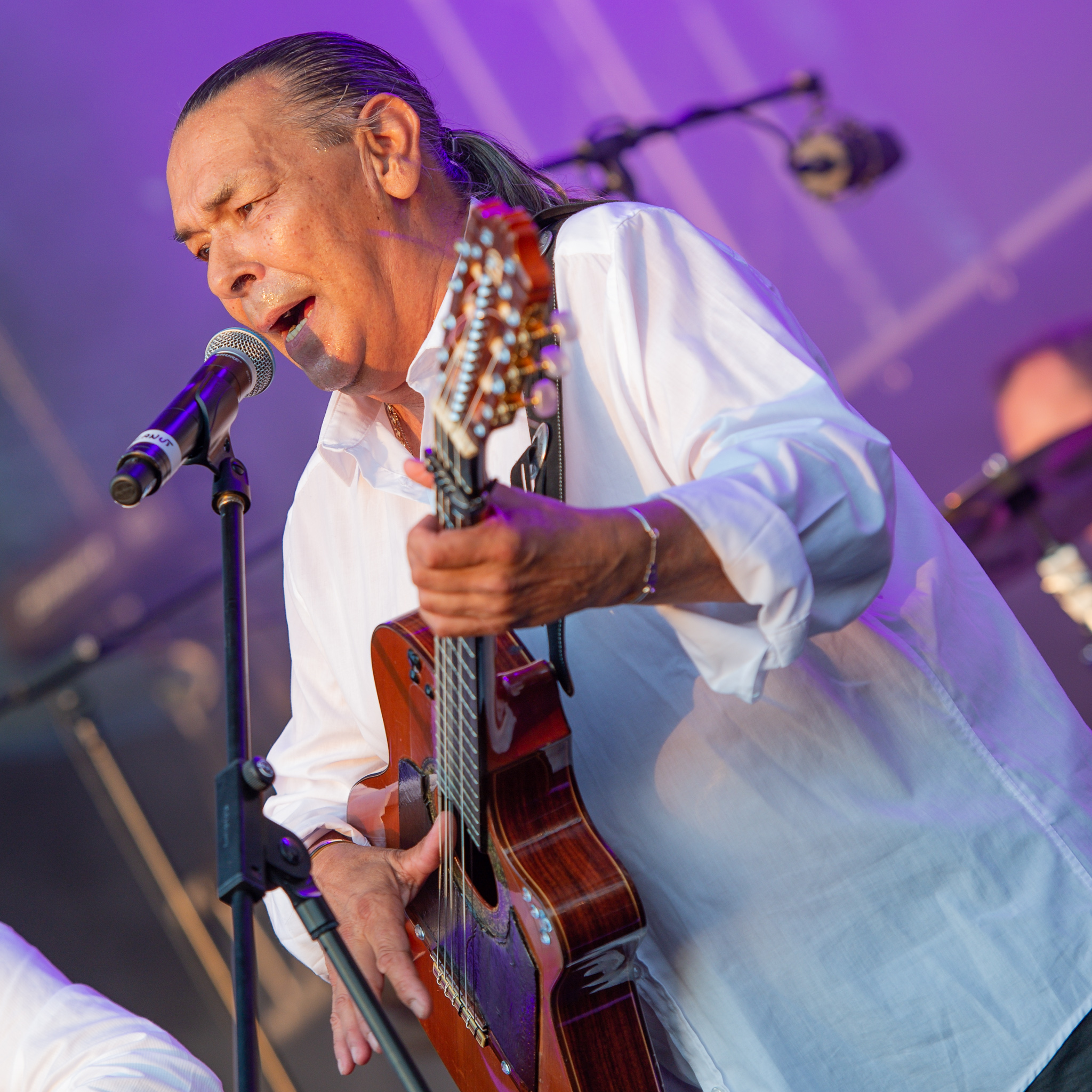
Canut Reyes
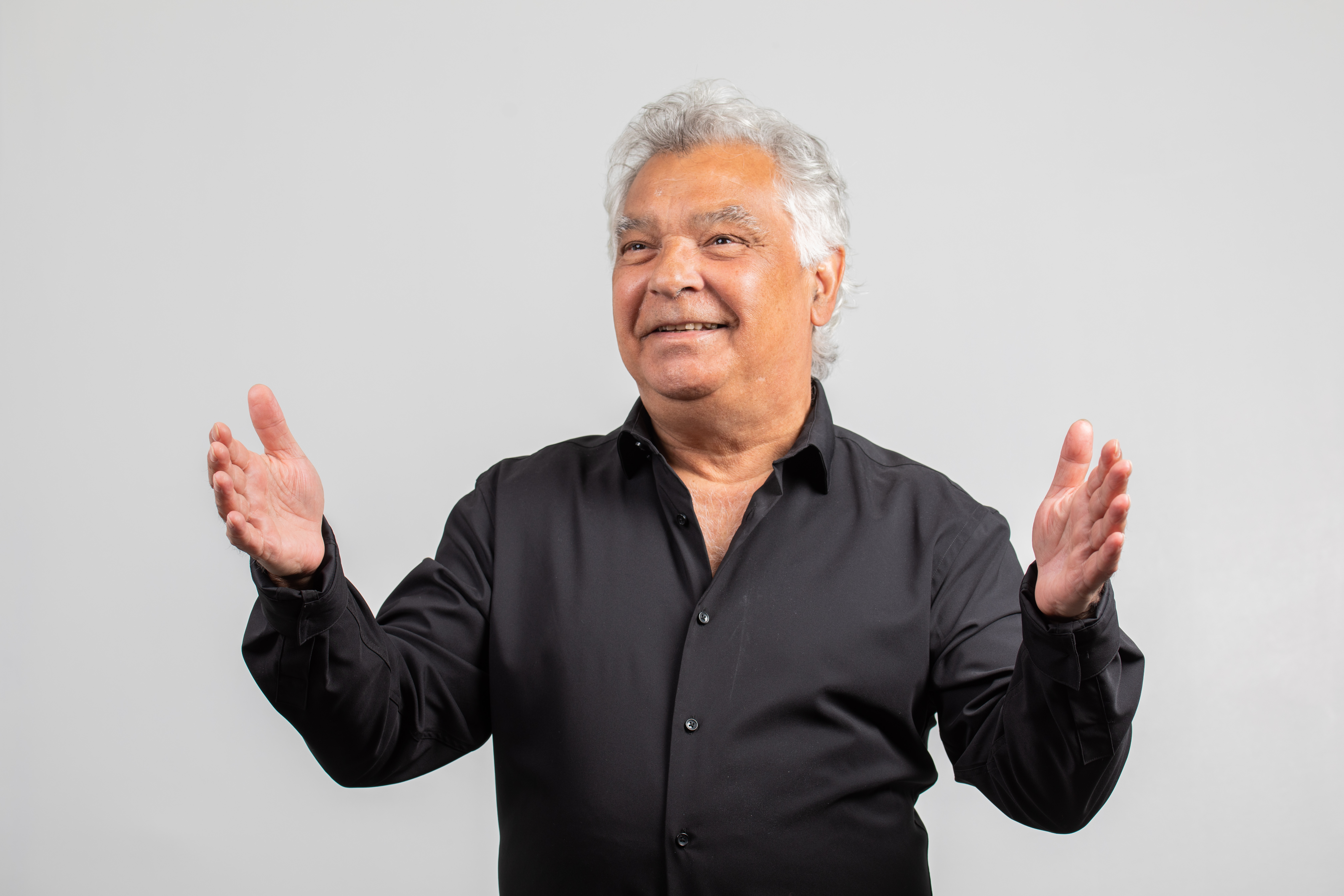
Nicolas Reyes
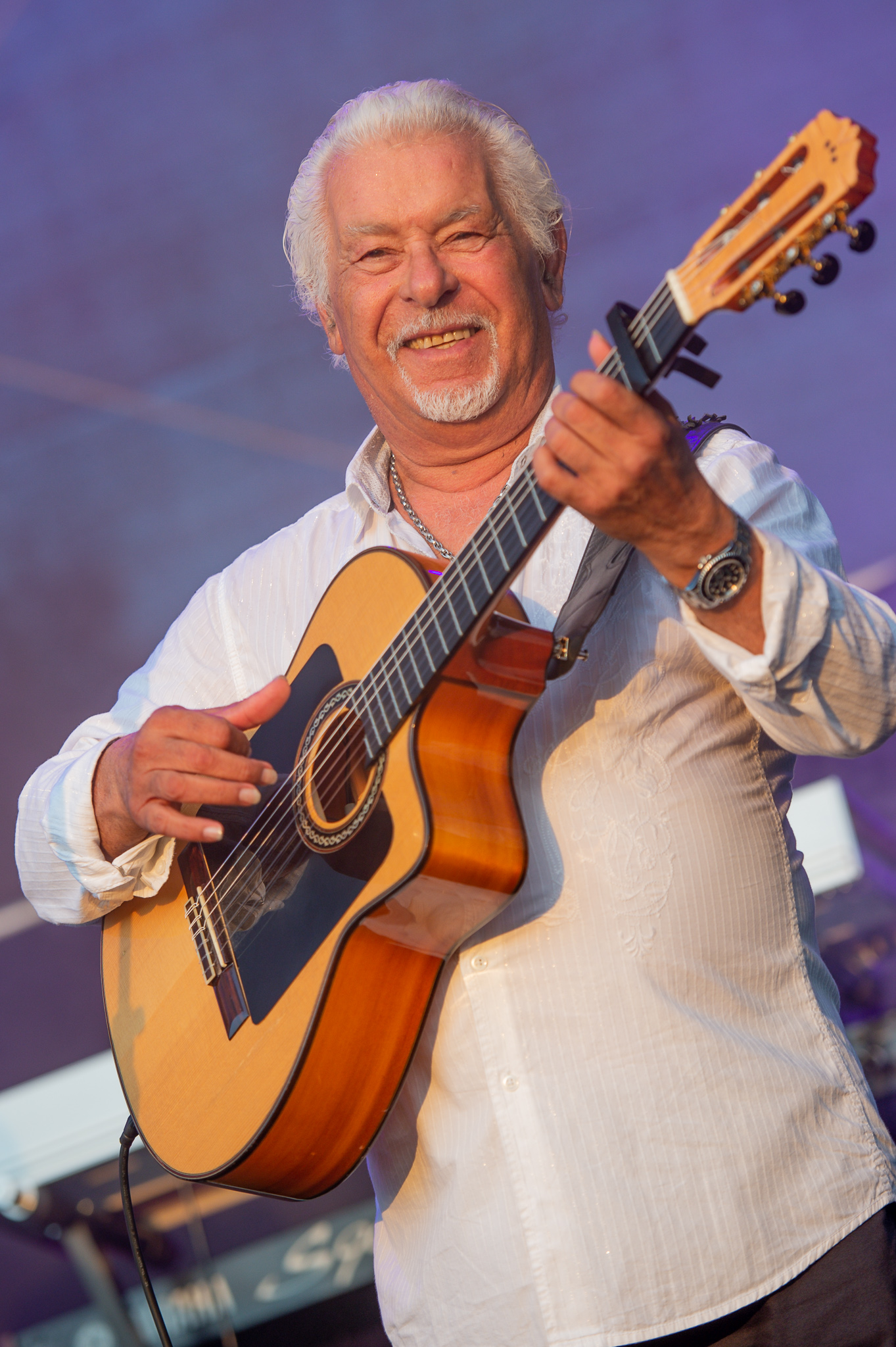
Paul Reyes
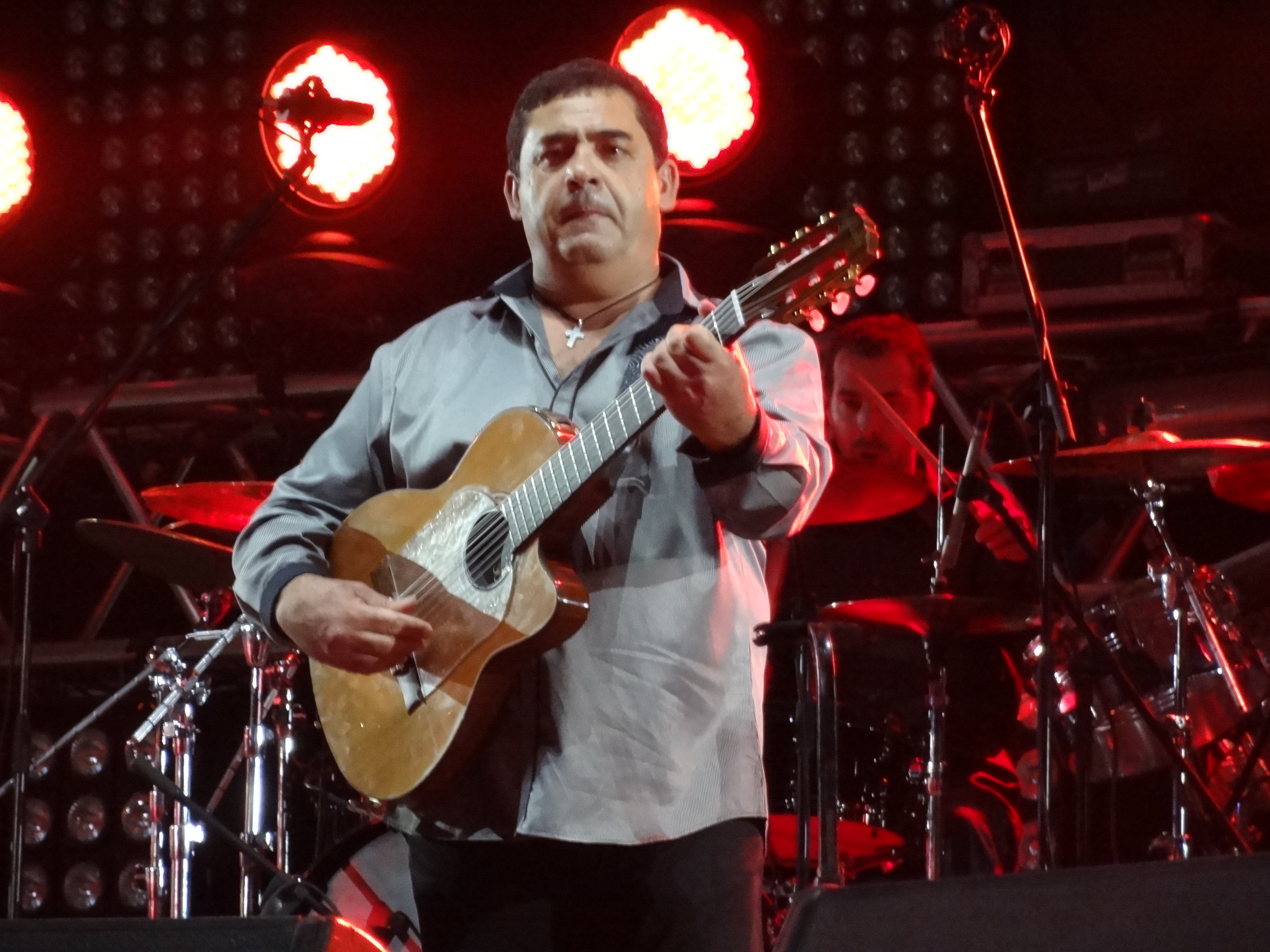
Tonino Baliardo

## Altres grups gitanos a França
Pel que fa a llengua i cultura, el poble gitano de França és molt divers. De forma genèrica, els gitanos es coneixen actualment en francès com a tsiganes (de vegades escrit tziganes), un nom que s'ha imposat a l'històric de bohémiens. Més específicament, aquests tsiganes es divideixen en tres grups principals: els rom, els manouches o sinté i els gitans o calé, en funció de l'època històrica en què van arribar a França i el seu origen geogràfic:

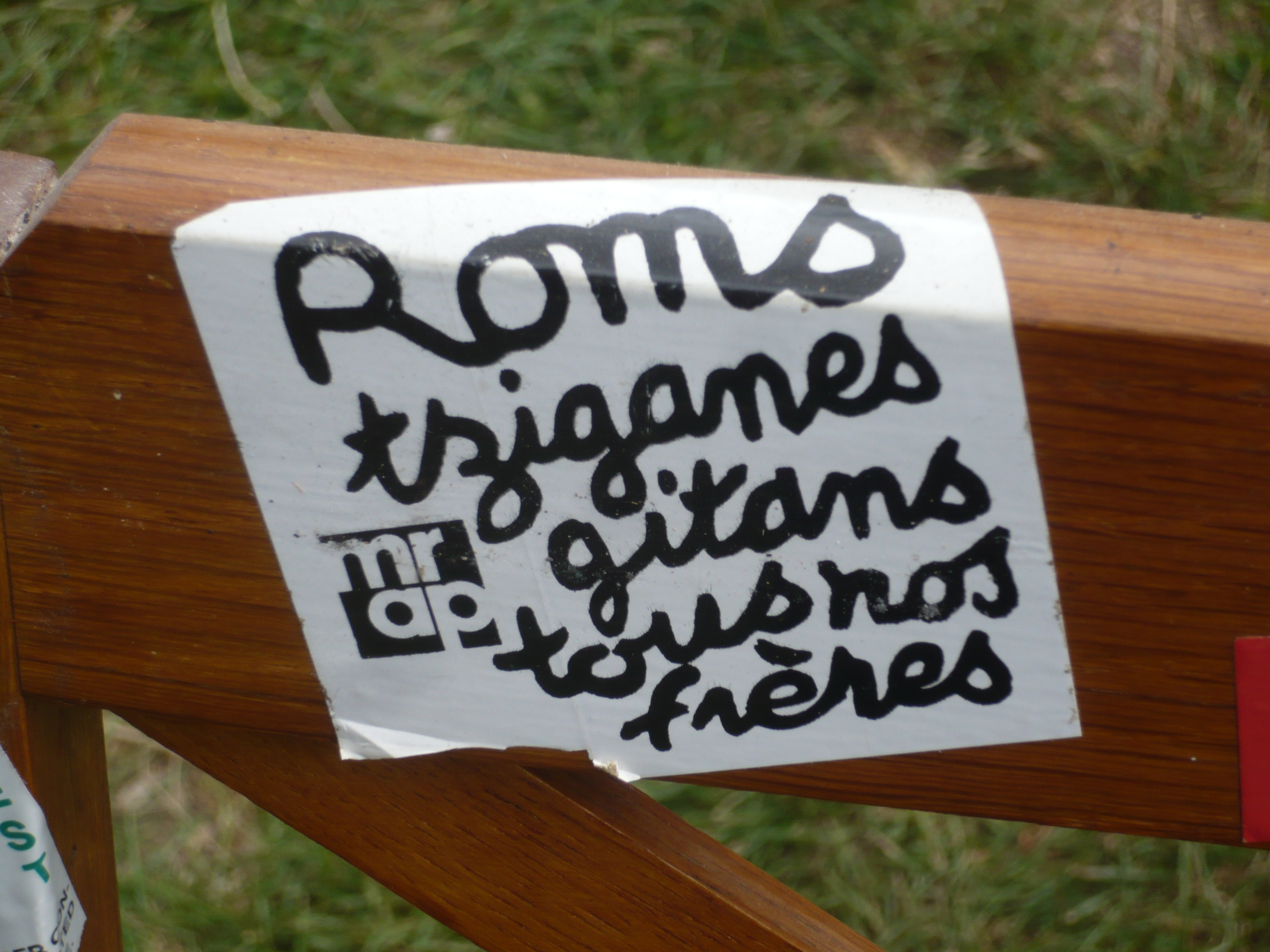
Adhesiu del MRAP (entitat contra el racisme) dels anys 80

- Els Roms procedeixen de Romania i l'Europa de l'Est en general i, entre ells, n'hi ha que es coneixen com a Kalderasa (originaris dels Balcans), Curara, Lovara (de Transsilvània) i Boyasa (de Romania).
- Els Manouches o Sinté parlen una llengua empeltada d'elements de l'alemany i se subdivideixen en Sinté alemanys o Gatskené Manus, Sinté francesos o Valstiké Manus i Sinté piemontesos o Piémontesi.
- Els Gitans o Calé són originaris de la península ibèrica i el nord d'Àfrica (d'aquí el nom Calé o Kale 'home negre'). Dins aquest gran grup hi ha subgrups ben diferenciats: els catalans, els andalusos i els bascos (els portuguesos hi són residuals). Així doncs, mentre el mot "gitano" s'empra a la península ibèrica com a genèric per a designar el poble romaní sencer, a França té un sentit més restrictiu i s'aplica només als "tsiganes" procedents d'Espanya, ja siguin andalusos, bascos o catalans.

Els Bohémiens ("bohemis"), d'altra banda, eren els gitanos originals de França, atestats en fonts documentals des del 1419. Les successives onades migratòries dels tres grans grups esmentats els van assimilar gradualment fins que, acabada la Revolució, van quedar dissolts dins aquestes noves comunitats.
La distribució geogràfica dels tres grans grups de tsiganes a França és complexa i sovint se superposa, tot i que a grans trets, els roms predominen al nord i al centre del país, els manouches a l'est i a la zona dels Alps i els gitanos, a Occitània en general i especialment al litoral mediterrani. Els gitanos catalans i espanyols ("andalusos") conviuen en diversos indrets, sobretot a Marsella i altres ciutats del litoral de la Provença, i les relacions entre comunitats no sempre són bones. Pel que fa als catalans, per bé que s'autodefineixen com a "gitanos catalans" i, la major part, saben que parlen català, sovint desconeixen on és exactament Catalunya. Alguns informants de Casanova no sabien si Navarra era Catalunya o no.